# David Malangi
David Malangi (* 1927; † 27. Juni 1998 in Mulanga beim Goyder River) war ein Maler der Aborigines, ein Mitglied des Aborigines-Stammes der Yolngu, der die meiste Zeit seines Lebens in der Ortschaft Yathalamara im Northern Territory in Australien lebte. Überaus bekannt wurde er dadurch, dass die australische Reserve Bank (Zentralbank) ohne sein Wissen oder seine Erlaubnis eines seiner Traumzeitbilder im Jahre 1966 auf der neuen australischen 1-Dollar-Note abdruckte.

## Leben
Er war ein Älterer des Manarrngu-Clans und er setzte sich in Goyder River für den Erhalt heiliger Stätten der Ahnengeister der Aborigines Djankawau und Gunmirringu ein. Im Jahre 1996 wurde er zum Ehrendoktor der Rechte durch die Australian National University für seine bedeutenden Arbeiten und Dienste an der Gesellschaft vorgeschlagen.

## Werk

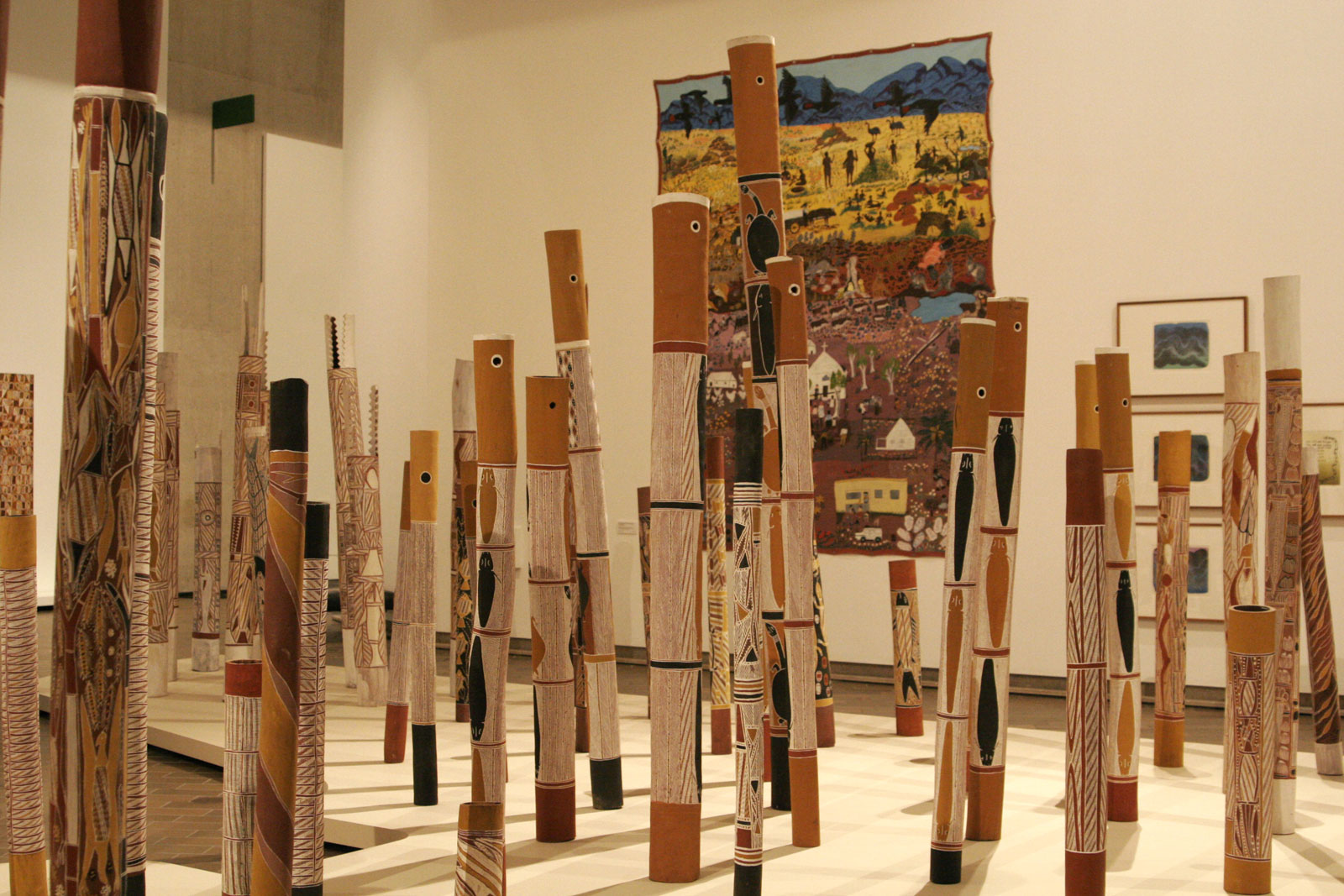
200 Grabmale aus Holz zur 200-jährigen Kolonisation Australiens durch die Briten, davon schuf Malangi 10 Grabmale

Er begann als Junge unter Anleitung seines Vaters und seines Onkels die Körpermalerei für Zeremonien seines Clans zu lernen. Er malte die Geschichte der Ahnengeister wie Gurrumurringu und den Djangkawu-Geschwistern. Wenn er malte, sang er die Geschichten der Totems Seeadler, Krähe, Schlange und Echsen (Goanna).
David Malangis Arbeiten wurden in den 1960er Jahren bekannt und populär. Sein Stil war schlicht; als Farbe benutzte er vor allem den roten Ocker, manchmal auf schwarzem Untergrund, wie es im Arnhem Land üblich war. Außerdem sind seine Bilder meist mit vertikalen Linien und runden Mustern versehen. Seine Arbeiten wurden in Australien und in Übersee in New York und Tahiti gezeigt. Auf der Biennale von São Paulo im Jahre 1983 vertrat er Australien.
Des Weiteren war er an zahlreichen Workshops in Ramingining beteiligt, unter anderem auch an der Herstellung des Mahnmals aus 200 hohlen Baumstamm-Grabmalen, die anlässlich der 200-Jahr-Feier der britischen Kolonisation Australiens und in Erinnerung an jene Aborigines, die bei Konflikten mit den Siedlern starben, von 43 Künstlern aus Ramingining und umliegenden Gemeinschaften geschaffen wurden. Malangi schuf davon zehn Mahnmale.

## 1-Dollar-Note
Als im Jahre 1966 in Australien das Dezimalsystem eingeführt wurde, setzte die australische Reserve Bank die gemalte Geschichte von Gunmirringu, eine Birkenrindenmalerei von Malangi, auf die neue 1-Dollar-Note. Malangi wusste nichts davon und erhielt in der Missionsstation von Milingimbi davon Kenntnis. Coombs, Präsident der Nationalbank, reiste von Sydney nach Darwin und übergab ihm einen Druckstempel, 1.000 australische Dollar und eine Ausrüstung zum Fischen. Damit war erstmals ein Urheberrecht für Kunst der Aborigines anerkannt.